# 州郡兵
州郡兵，魏晋时归属州刺史、郡太守统领的地方军队。
古代州郡所辖的武装，平时维持地方治安，战时也被调遣出征。秦朝统一后，分全国为36郡。郡置材官，即步兵。汉朝郡国并行。魏晋南北朝时军队分作两大系统，中央禁军及相对于“外军”的州郡兵。东汉末年，曹操统一北方。三国曹魏在若干州郡设置军队，魏明帝太和年间十二州中有八州置兵。曹魏末年西晋初年，各州有的以都督领刺史，有的以刺史加将军号领兵，从此诸州全部置兵。西晋太康三年（282年）刺史罢将军名号，也不领兵，于是罢州兵，元康年间，刺史再加军号，州郡又多领兵。